# Grashummel
Die Grashummel (Bombus ruderarius) ist eine Art der Hummeln (Bombus).

## Lebensraum und Verbreitung

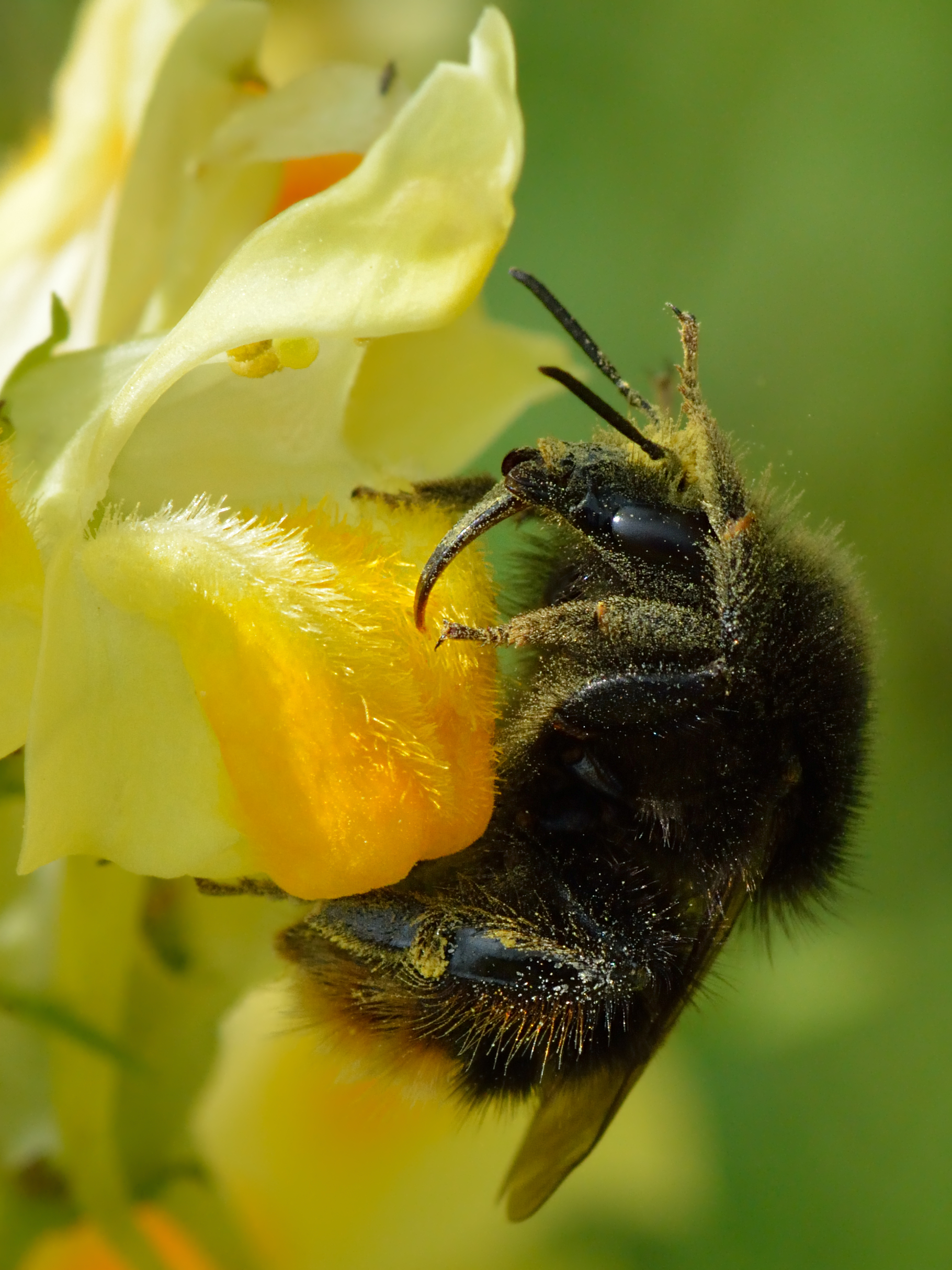
Grashummel

Die Grashummel ist eine weit verbreitete Art, die in ganz Europa (außer im hohen Norden) vorkommt. In Südeuropa bevorzugt sie höhere Lagen bis zu 2200 m. In Deutschland ist sie im gesamten Gebiet anzutreffen, wo sie das offene Flachland sowie Garten- und Parklandschaften besiedelt.
Ab Mitte April legen die Königinnen meist oberirdisch aus selbst zusammengetragenem Material wie trockenem Gras, Laub und/oder Moos eine Nistkugel an. Finden sie oberirdisch keinen geeigneten Platz, nisten sie auch unterirdisch. Sie wird daher meist als Nestbauer bezeichnet. 
Die ersten Arbeiterinnen schlüpfen Anfang Mai. Ab diesem Zeitpunkt verlässt die Königin das Nest nicht mehr und beginnt, in immer kürzer werdenden Abständen, Eier zu legen. Der weitere Nestausbau und die Nahrungsbeschaffung werden nun von den Arbeiterinnen übernommen. Die ersten Jungköniginnen und Drohnen fliegen ab Ende Juli aus.
Das Volk erreicht eine Größe zwischen 50 und 100 Individuen.

## Kennzeichen
Grashummeln sind vom 4. bis 6. Tergit rötlich-gelb bzw. orange gefärbt, der Rest ist schwarz. Aufgrund dessen sind Verwechslungen mit kleinen Steinhummeln oder Wiesenhummeln möglich. Als eine andere Farbvariante kann eine dünne, weiße Querbinde am kopfnahen Thorax auftreten, die bis zum Flügelansatz reicht. Die Königin erzeugt einen hohen Summton.
Die Königinnen haben eine Körperlänge von 16 bis 18 mm, die Arbeiterinnen von 9 bis 18 mm und die Drohnen von 12 bis 14 mm. Grashummeln haben wie die meisten Pocketmaker einen langen Rüssel.

## Nahrung
Wie alle Hummeln ernährt sie sich von Nektar und Pollen. Um zu ihren Haupttrachtpflanzen zu gelangen, zu denen unter anderem Klee, Beinwell, Büschelschön und Wicken gehören, fliegt sie bis zu zwei Kilometer weit.

## Gefährdung
Die Grashummel leidet unter der landwirtschaftlichen Intensivierung (Spritzmitteleinsatz, Flurbereinigung etc.) und wird in Deutschland in der Roten Liste gefährdeter Arten des Bundesamtes für Naturschutz (BfN) unter Kategorie 3 „gefährdet“ geführt.